# Paul Béchard
Paul Béchard (* 25. Dezember 1899 in Alès; † 26. April 1982 in Montpellier) war ein französischer Politiker. Er war von 1946 bis 1948 und von 1951 bis 1955 Mitglied der Nationalversammlung und von 1955 bis 1958 Mitglied des Conseil de la République, dem heutigen Senat.
Béchard besuchte die Militärschule Saint-Cyr und erreichte so den Dienstgrad des Majors. Er nahm freiwillig am Ersten Weltkrieg teil, wurde 1918 zweimal verwundet und bekam das Croix de guerre verliehen. Ab 1920 besuchte er in Grenoble das Elektrotechnische Institut und war danach Industrieller. 1927 trat er in die SFIO ein und kandidierte im folgenden Jahr im Département Lozère für die Nationalversammlung, konnte jedoch keinen Sitz gewinnen. Für seine Bemühungen in der Résistance erhielt er das Croix de guerre, die Médaille de la Résistance und die Medal of Freedom. 1945 wurde er in den Generalrat des Départements Gard gewählt und 1947 zum Bürgermeister seiner Heimatstadt Alès. Außerdem zog er in die verfassungsgebende Versammlung ein und saß ab 1946 in der Nationalversammlung. 1948 wurde er zum Generalgouverneur von Französisch-Westafrika, was er bis 1951 blieb. Danach zog er erneut ins Parlament ein. 1955 bewarb er sich erfolgreich um einen Sitz im Conseil de la République.